# Utrka na 200 metara
Utrka na 200 metara jedna je od sprinterskih atletskih disciplina. Za razliku od utrke na 100 m koja se izvodi na potpuno ravnoj stazi, ova se utrka na atletskom stadionu izvodi tako da natjecatelji kreću iz zavoja atletske staze te tek u drugom dijelu utrke trče po ravnom pravcu. Stoga je tehnika ove utrke nešto specifičnija od 100 m, jer trkač mora dobro savladati i zavoj koji se također trči punom brzinom. Zanimljivo je da je prosječna brzina trkača, prema sadašnjim rekordima, veća u utrci na 200 m od one u utrci na 100 m!

## Svjetski rekordi
Trenutni svjetski rekorder na 200 m je Usain Bolt, koji je istrčao vrijeme 19,19 sekundi na Svjetskom prvenstvu u Berlinu 2009. Kod žena rekord drži Florence Griffith Joyner s rezultatom od 21,34 s Olimpijskih igara u Seulu 1988.

## Najbolji rezultati - muškarci
Stanje 26. svibnja 2014.
- Prikazana su samo najbolja vremena svakog atletičara
- A označava da je rezultat postignut na velikoj nadmorskoj visini

| Poredak | Rezultat | Vjetar | Atletičar           | Država            | Datum               | Mjesto        |
| ------- | -------- | ------ | ------------------- | ----------------- | ------------------- | ------------- |
| 1.      | 19,19    | −0,3   | Usain Bolt          | Jamajka           | 20. kolovoza 2009.  | Berlin        |
| 2.      | 19,26    | +0,7   | Yohan Blake         | Jamajka           | 16. rujna 2011.     | Bruxelles     |
| 3.      | 19,32    | +0,4   | Michael Johnson     | SAD               | 1. kolovoza 1996.   | Atlanta       |
| 4.      | 19,53    | +0,7   | Walter Dix          | SAD               | 16. rujna 2011.     | Bruxelles     |
| 5.      | 19,58    | +1,3   | Tyson Gay           | SAD               | 30. svibnja 2009.   | New York City |
| 6.      | 19,63    | +0,4   | Xavier Carter       | SAD               | 11. srpnja 2006.    | Lausanne      |
| 7.      | 19,65    | 0,0    | Wallace Spearmon    | SAD               | 28. srpnja 2006.    | Daegu         |
| 8.      | 19,68    | +0,4   | Frankie Fredericks  | Namibija          | 1. kolovoza 1996.   | Atlanta       |
| 9.      | 19,72A   | +1,8   | Pietro Mennea       | Italija           | 12. rujna 1979.     | Mexico City   |
| 10.     | 19,73    | −0,2   | Michael Marsh       | SAD               | 5. kolovoza 1992.   | Barcelona     |
| 11.     | 19,75    | +1,5   | Carl Lewis          | SAD               | 19. lipnja 1983.    | Indianapolis  |
| 11.     | 19,75    | +1.7   | Joe DeLoach         | SAD               | 28. rujna 1988.     | Seoul         |
| 13.     | 19,77    | +0,7   | Ato Boldon          | Trinidad i Tobago | 13. srpnja 1997.    | Stuttgart     |
| 14.     | 19,79    | +1,2   | Shawn Crawford      | SAD               | 26. kolovoza 2004.  | Atena         |
| 14.     | 19,79    | + 0,9  | Warren Weir         | Jamajka           | 9. lipnja 2013.     | Kingston      |
| 16.     | 19,80    | +0,8   | Christophe Lemaitre | Francuska         | 3. rujna 2011.      | Daegu         |
| 17.     | 19,81    | -0,3   | Alonso Edward       | Panama            | 20. kolovoza 2009.  | Berlin        |
| 18.     | 19,83A   | +0,9   | Tommie Smith        | SAD               | 16. listopada 1968. | Mexico City   |
| 19.     | 19,84    | +1,7   | Francis Obikwelu    | Nigerija          | 25. kolovoza 1999.  | Seville       |
| 20.     | 19,85    | -0,3   | John Capel          | SAD               | 23. srpnja 2000.    | Sacramento    |
| 20.     | 19,85    | -0,5   | Konstadinos Kederis | Grčka             | 9. kolovoza 2002.   | Munich        |
| 20.     | 19,85    | +1,4   | Churandy Martina    | Nizozemska        | 23. kolovoza 2012.  | Lausanne      |
| 20.     | 19,85    | 0,0    | Nickel Ashmeade     | Jamajka           | 30. kolovoza 2012.  | Zurich        |
| 24.     | 19,86    | +1,0   | Donald Quarrie      | Jamajka           | 3. kolovoza 1971.   | Cali          |
| 24.     | 19,86    | +1,6   | Maurice Greene      | SAD               | 7. srpnja 1997.     | Stockholm     |
| 24.     | 19,86    | +1,5   | Justin Gatlin       | SAD               | 12. svibnja 2002.   | Starkville    |
| 24.     | 19,86    | +1,5   | Jason Young         | Jamajka           | 17. srpnja 2012.    | Luzern        |
| 24.     | 19,86    | +1,6   | Isiah Young         | SAD               | 23. lipnja 2013.    | Des Moines    |

## Najbolji rezultati - žene
| Poredak | Rezultat | Atletičarka              | Država | Datum              | Mjesto          |
| ------- | -------- | ------------------------ | ------ | ------------------ | --------------- |
| 1.      | 21,34    | Florence Griffith Joyner | SAD    | 29. rujna 1988.    | Seoul           |
| 2.      | 21,62    | Marion Jones             | SAD    | 11. rujna 1998.    | Johannesburg    |
| 3.      | 21,64    | Merlene Ottey            | JAM    | 13. rujna 1991.    | Bruxelles       |
| 4.      | 21,69    | Allyson Felix            | SAD    | 30. lipnja 2012.   | Eugene          |
| 5.      | 21,71    | Marita Koch              | Ist.NJ | 10. lipnja 1979.   | Karl-Marx-Stadt |
| 5.      | 21,71    | Heike Drechsler          | Ist.NJ | 29. lipnja 1986.   | Jena            |
| 7.      | 21,72    | Grace Jackson            | JAM    | 29. rujna 1988.    | Seoul           |
| 7.      | 21,72    | Gwen Torrence            | SAD    | 15. kolovoza 1992. | Barcelona       |
| 9.      | 21,74    | Marlies Göhr             | Ist.NJ | 3. lipnja 1984.    | Erfurt          |
| 9.      | 21,74    | Silke Gladisch-Möller    | Ist.NJ | 3. rujna 1987.     | Rim             |
| 9.      | 21,74    | Veronica Campbell-Brown  | JAM    | 21. kolovoza 2008. | Peking          |